# 拉姆赫斯特 (喬治亞州)
拉姆赫斯特（英語：Ramhurst）是位於美國喬治亞州莫雷縣的一個非建制地區。該地的面積和人口皆未知。

## 地理
拉姆赫斯特的座標為34°41′53″N 84°43′51″W / 34.69806°N 84.73083°W，而該地的平均海拔高度為238米（即781英尺）。